# Sáo đá xanh của Mozart

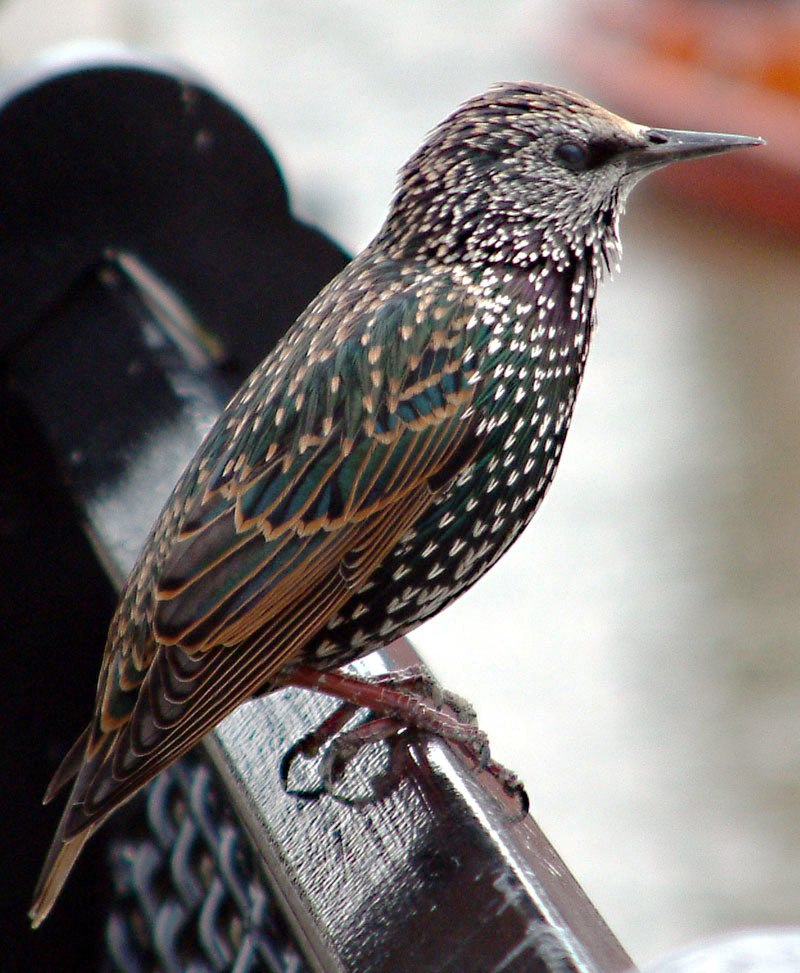
Sáo đá xanh, Sturnus vulgaris

Trong khoảng ba năm, nhà soạn nhạc Wolfgang Amadeus Mozart đã nuôi một con sáo đá xanh làm thú cưng. Con vật này được nhớ đến vì giai thoại cách mà Mozart mua nó về, và vì việc Mozart làm hẳn một tang lễ cho con vật để tưởng niệm khi nó lìa đời. Đây cũng được xem là một ví dụ về tình cảm của nhà soạn nhạc nói chung đối với các loài chim.

## Mua về
Ghi chép đầu tiên về con chim sáo đá này là dòng ghi chép của Mozart trong sổ chi tiêu khi ông mua sáo đá xanh vào ngày 27 tháng 5 năm 1784:
Chim sáo mua hết 34 đồng Kr.
Audio playback is not supported in your browser. You can download the audio file.
Điều này thật tuyệt vời! 
Dòng nhạc mà Mozart ghi lại trong cuốn sách khá tương đồng với những ô nhịp mở đầu của chương thứ ba trong bản Concerto cho piano số 17 cung sol trưởng, K. 453 mà Mozart đã hoàn thành vài tuần trước đó (ngày 12 tháng 4). Có thể Mozart đã dạy con chim hót giai điệu này trong cửa hàng thú cưng, hoặc bất cứ nơi nào mà ông mua nó.
Theo bản ký âm của Mozart, dường như con sáo đá xanh đã hót nhầm một dấu mắt ngỗng vào nhịp cuối cùng của ô nhịp đầy đủ đầu tiên, và hát nốt sol thăng thay vì sol thường ở ô nhịp sau. Nếu sửa lỗi thì giai điệu đúng sẽ là:
Audio playback is not supported in your browser. You can download the audio file.
Mozart có lẽ đã không đùa giỡn khi ông thực hiện việc ký âm những gì con chim hót, bởi vì chim sáo đá được biết đến là loài chim có khả năng bắt chước giọng hát rất tốt.
2 nhà ghi chép tiểu sử Meredith J. West và Andrew P. King cho rằng nhiều yếu tố trong A Musical Joke (1787) của Mozart cũng "mang dấu ấn giọng hát của một con chim sáo".

## Lìa đời
Con chim mà Mozart mang về nhà đã sống như một con vật cưng trong gia đình ông trong ba năm và nó lìa đời vào ngày 4 tháng 6 năm 1787. Các ghi chép của Georg Nikolaus von Nissen (chồng thứ hai của Constanze, vợ của Mozart) với mục đích viết tiểu sử của ông về nhà soạn nhạc đã mô tả nghi lễ tưởng niệm như sau:
Khi con chim lìa đời, ông [Mozart] tổ chức một đám tang, trong đó tất cả những ai có thể hát đều phải tham gia, che mạng kín mặt – làm một kiểu tưởng niệm, văn bia viết bằng thơ ngắn.
Franz Niemetschek, người đã phỏng vấn Constanze và mô tả lại sự kiện tương tự:
Ông ấy [Mozart] thường tự viết thơ; chủ yếu là loại thơ hài hước. [fn.:] Đây là một trường hợp, trong số những trường hợp khác, khi con chim sáo cưng qua đời, ông đã đặt một tấm bia đàng hoàng trong khu vườn thuê của mình, và trên đó ông đã viết một dòng chữ. Ông ấy rất thích động vật, và – đặc biệt – là các loài chim.
Bài thơ tang lễ của Mozart được dịch bởi Robert Spaethling sang tiếng Anh bản ngữ như sau:
Hier ruht ein lieber Narr,

Ein Vogel Staar.

Noch in den besten Jahren

Mußt er erfahren

Des Todes bittern Schmerz.

Mir blut't das Herz,

Wenn ich daran gedenke.

O Leser! schenke

Auch du ein Thränchen ihm.

Er war nicht schlimm;

Nur war er etwas munter,

Doch auch mitunter

Ein lieber loser Schalk,

Und drum kein Dalk.

Ich wett', er ist schon oben,

Um mich zu loben

Für diesen Freundschaftsdienst

Ohne Gewinnst.

Denn wie er unvermuthet

Sich hat verblutet,

Dacht er nicht an den Mann,

Der so schön reimen kann.

—June 4, 1787. Mozart
Here rests a bird called Starling,

A foolish little Darling.

He was still in his prime

When he ran out of time,

And my sweet little friend

Came to a bitter end,

Creating a terrible smart

Deep in my heart.

Gentle Reader! Shed a tear,

For he was dear,

Sometimes a bit too jolly

And, at times, quite folly,

But nevermore

A bore.

I bet he is now up on high

Praising my friendship to the sky,

Which I render

Without tender;

For when he took his sudden leave,

Which brought to me such grief,

He was not thinking of the man

Who writes and rhymes as no one can.

Các nhà ghi chép tiểu sử West và King nhấn mạnh rằng những con sáo đá xanh có sự thân thiết chặt chẽ với những người nuôi giữ chúng, và thường khiến chủ nhân của chúng gắn bó với chúng. Vì vậy, sự bày tỏ nỗi buồn của Mozart, mặc dù hài hước, nhưng cũng có thể khá chân thành. Spaethling cung cấp thêm một số thông tin khác:
Bài thơ của Mozart về cái chết của con chim cưng yêu quý của ông ... mang sự hài hước, buồn vui lẫn lộn và tự suy ngẫm về thời điểm mất mát và nỗi đau lớn. Cha của ông ấy đã qua đời, một người bạn thân của ông đã chết trẻ, và bản thân người đàn ông này có mối liên quan sâu sắc với Don Giovanni, vở nhạc kịch bi thảm nhất của ông.

## Những con chim khác
Có bằng chứng cho thấy con sáo mà Mozart mua được năm 1784 dường như không phải là con chim cưng duy nhất mà ông thích bầu bạn.

Năm 14 tuổi, Mozart viết thư từ Napoli gửi về nhà cho chị gái Nannerl ở Salzburg (ngày 19 tháng 5 năm 1770) khi ông đang trên đường đi du lịch với cha mình là Leopold:
Chị ơi, cho em biết ngài Chim Hoàng Yến thế nào? Ngài vẫn cất tiếng ca chứ? Ngài còn hót không? Chị có biết tại sao em lại nghĩ về chim hoàng yến không? Bởi vì có một vị trong phòng chờ của em và bố đang tạo ra những âm thanh nhỏ giống như của chúng em.
Một lá thư sau đó, do Nannerl viết cho mẹ cô tại nhà ở Salzburg khi bà đến thăm München năm 1775 cùng với Wolfgang và Leopold, chỉ ra những con chim khác trong ngôi nhà thời thơ ấu của Mozart:
Cảm ơn Chúa, chúng con vẫn sống khá no ấm. Con hy vọng rằng mẹ cũng sống rất tốt. Một câu hỏi nhỏ, là chim hoàng yến, bạc má và chim oanh còn sống hay họ đã để những con chim chết đói?
Một câu chuyện buồn từ năm 1791 được người viết tiểu sử của Mozart Hermann Abert kể lại, liên quan đến một con chim hoàng yến khác có thể là kế tục của chim sáo đá, đang ở trong gia đình Mozart khi nhà soạn nhạc nằm trên giường bệnh.
Ông ta cùng cực phải miễn cưỡng đồng ý đưa con chim hoàng yến cưng của mình đi, trước hết là sang phòng bên cạnh, sau đó thậm chí là xa hơn nữa, vì ông không thể chịu nổi tiếng hót của nó nữa.